# 2011 en Allemagne
Chronologie de l’Allemagne
- 2007
- 2008
- 2009
- 2010
- 2011
- 2012
- 2013
- 2014
- 2015

Cet article traite des événements qui se sont produits durant l'année 2011 en Allemagne.

## Gouvernements

### Niveau fédéral

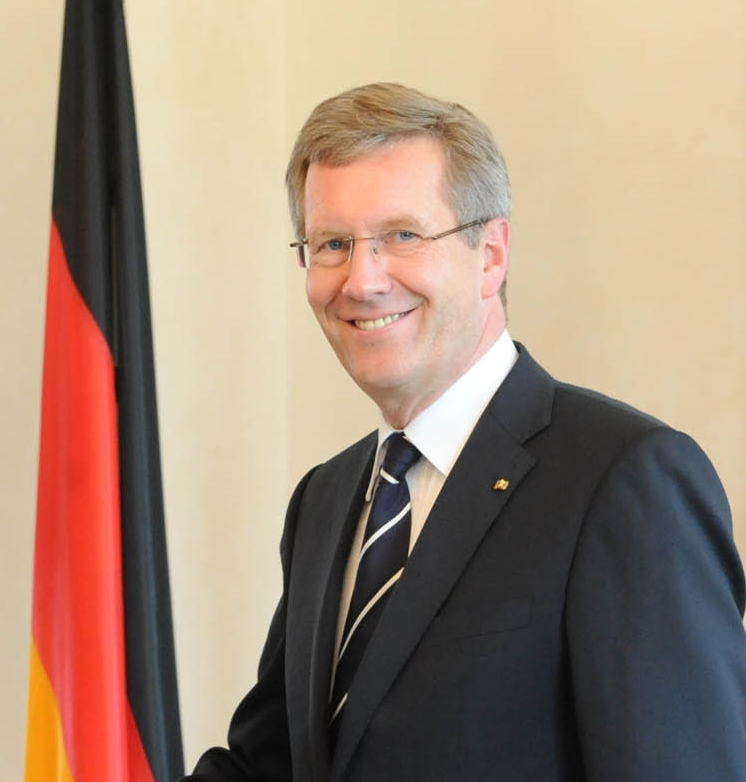
Christian Wulff

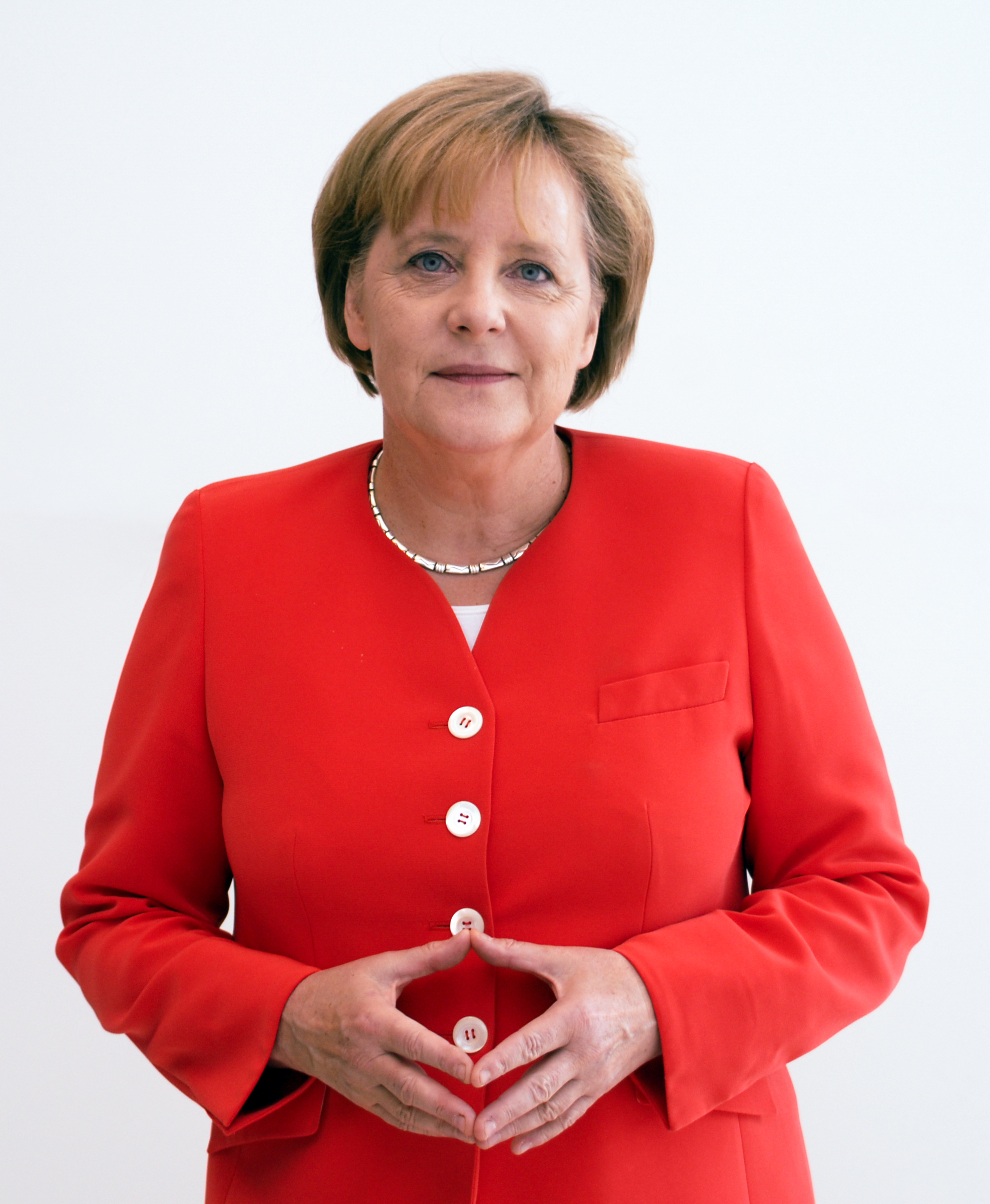
Angela Merkel

- Président : Christian Wulff
- Chancelier : Angela Merkel

### Niveau desLands
- Ministre-président de Bade-Wurtemberg : Stefan Mappus (jusqu'au 12 mai), puis Winfried Kretschmann
- Ministre-président de Basse-Saxe : David McAllister
- Ministre-président de Bavière : Horst Seehofer
- Bourgmestre-gouverneur de Berlin : Klaus Wowereit
- Ministre-président de Brandebourg : Matthias Platzeck
- Président du Sénat de Brême : Jens Böhrnsen
- Premier bourgmestre de Hambourg : Christoph Ahlhaus (jusqu'au 7 mars), puis Olaf Scholz
- Ministre-président de Hesse : Volker Bouffier
- Ministre-président de Mecklembourg-Poméranie-Occidentale : Erwin Sellering
- Ministre-président de Rhénanie-du-Nord-Westphalie : Hannelore Kraft
- Ministre-président de Rhénanie-Palatinat : Kurt Beck
- Ministre-président de Sarre : Peter Müller (jusqu'au 10 août), puis Annegret Kramp-Karrenbauer
- Ministre-président de Saxe : Stanislaw Tillich
- Ministre-président de Saxe-Anhalt : Wolfgang Böhmer (jusqu'au 19 avril), puis Reiner Haseloff
- Ministre-président de Schleswig-Holstein : Peter Harry Carstensen
- Ministre-président de Thuringe : Christine Lieberknecht

## Événements

### Février
- 10–20 février : la Berlinale 2011, c'est-à-dire le 61e festival international du film de Berlin, se tient

### Mars
- 2 mars : la fusillade de l'aéroport de Francfort survient lorsque Arid Uka tire et tue deux soldats américains et blessant sérieusement deux autres. Cette fusillade est la première attaque fatale en Allemagne où l'auteur est un islamiste.
- 15 mars : la chancelière Angela Merkel signe le décret de fermeture des sept plus vieilles centrales électriques nucléaires allemandes

### Mai
- 12 mai : Winfried Kretschmann devient le ministre-président de Bade-Wurtemberg. Il est le premier ministre-président du parti des Verts en Allemagne.
- 14 mai : le Concours Eurovision de la chanson se tient à Düsseldorf
- 30 mai : le gouvernement allemand annonce son plan d'abandonner totalement l'énergie nucléaire d'ici 2022
- Pas de date précise : l'épidémie de gastro-entérite et de syndrome hémolytique et urémique de 2011 en Europe a commencé dans le Nord de l'Allemagne à la mi-mai

### Juin
- 26 juin : début de la Coupe du monde féminine de football 2011 qui se tient en Allemagne jusqu'au 17 juillet

### Juillet
- 1er juillet : la conscription est terminée en Allemagne
- 7 juillet : le Bundestag autorise le diagnostic préimplantatoire

### Septembre
- 7 septembre : le Tribunal constitutionnel fédéral statut que l'Allemagne peut continuer à contribuer aux renflouements de la zone euro

### Novembre
- 8 novembre : le gazoduc Nord Stream est officiellement inauguré par la chancelière allemande Angela Merkel, le président russe Dmitry Medvedev et le Premier ministre français François Fillon lors d'une cérémonie tenue Lubmin

### Décembre
- 5 décembre : une conférence internationale sur l'Afghanistan (en) est tenue à Bonn

## Élections
- 20 février : Élections législatives locales de 2011 à Hambourg, le Parti social-démocrate d'Allemagne gagne avec une majorité
- 20 mars : Élections législatives régionales de 2011 en Saxe-Anhalt, l'Union chrétienne-démocrate d'Allemagne arrive de nouveau en tête
- 27 mars : Élections législatives régionales de 2011 dans le Bade-Wurtemberg, l'Union chrétienne-démocrate d'Allemagne arrive de nouveau en tête, mais c'est le premier renversement de la majorité depuis 1953
- 27 mars : Élections législatives régionales de 2011 en Rhénanie-Palatinat, le Parti social-démocrate d'Allemagne remporte 35,7 % des votes et l'Union chrétienne-démocrate d'Allemagne 35,2 %
- 22 mai : Élections législatives locales de 2011 à Brême, le Parti social-démocrate d'Allemagne remporte le plus de votes
- 4 septembre : Élections législatives régionales de 2011 en Mecklembourg-Poméranie-Occidentale, le Parti social-démocrate d'Allemagne remporte le plus de votes
- 18 septembre : Élections législatives locales de 2011 à Berlin, Klaus Wowereit du Parti social-démocrate d'Allemagne est réélu en tant que maire, le Parti libéral-démocrate est exclu du parlement tandis que le Parti des pirates le rejoint

## Décès

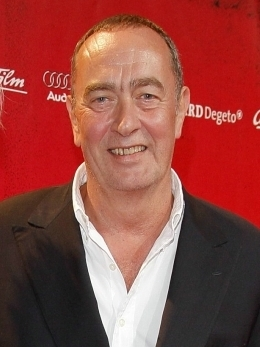
Bernd Eichinger

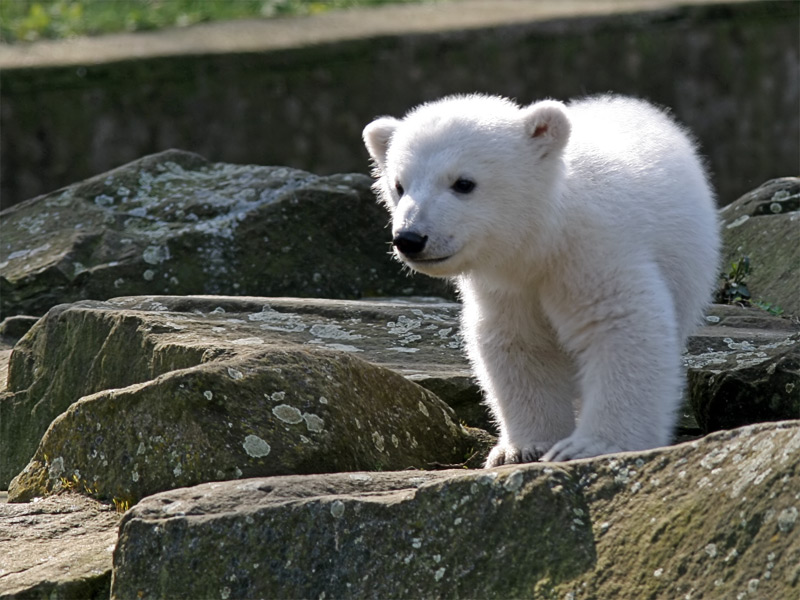
Knut

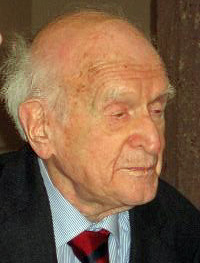
Hans Keilson

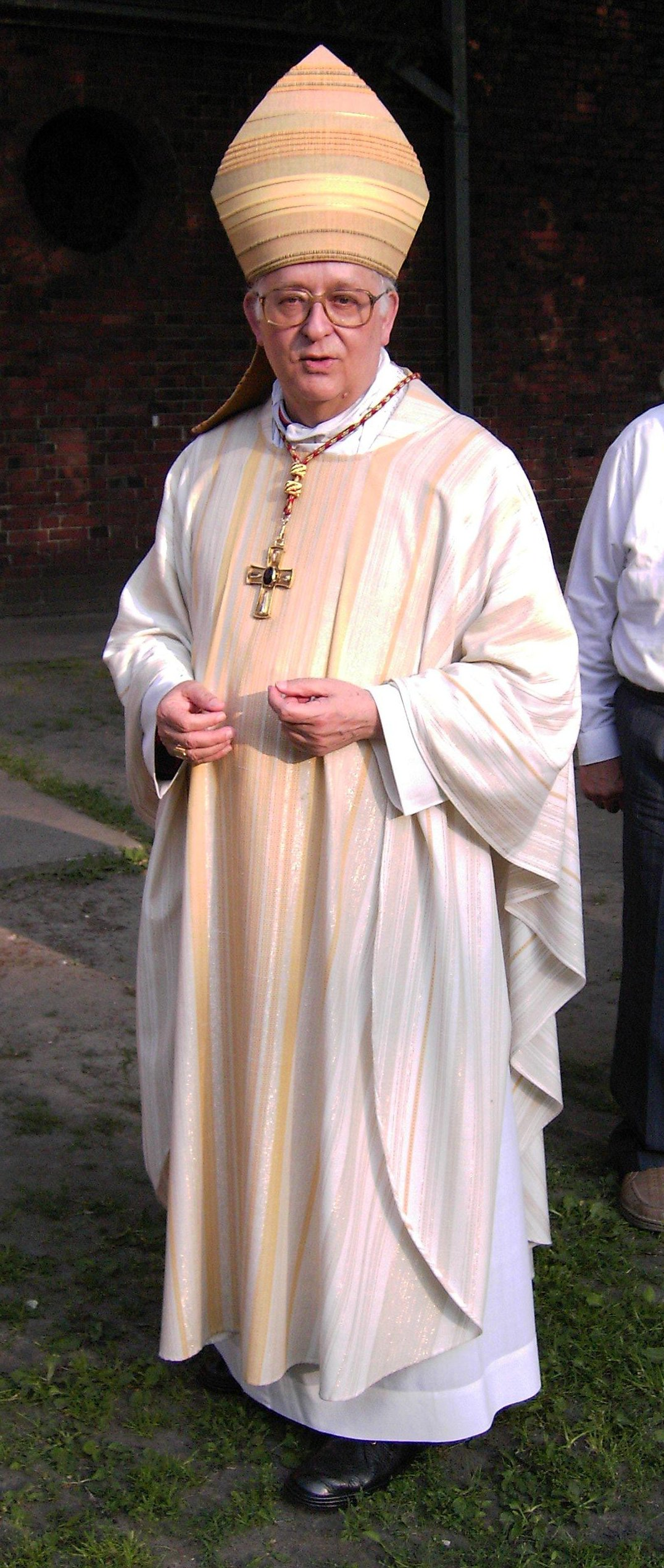
Georg Sterzinsky

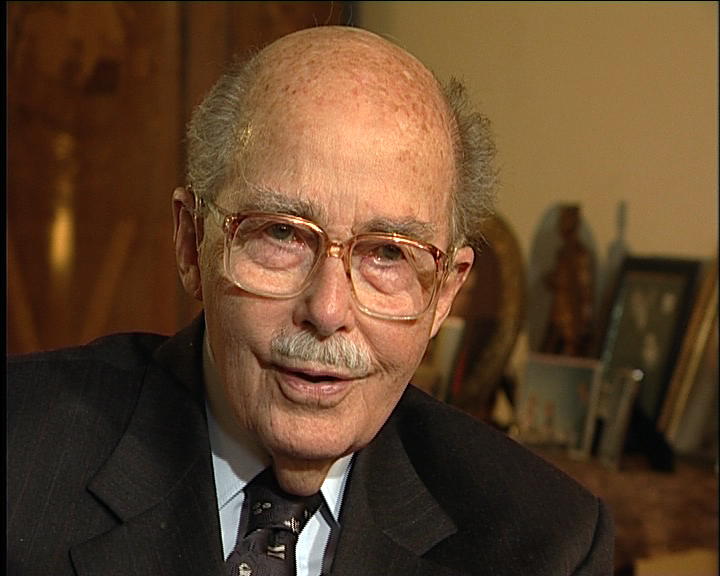
Otto de Habsbourg-Lorraine, archiduc d'Autriche, prince royal de Hongrie et de Bohème

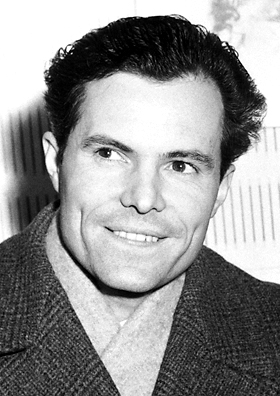
Rudolf Mössbauer

- 3 janvier : Eva Strittmatter (née en 1930), une écrivaine et poétesse
- 24 janvier : Bernd Eichinger (né en 1949), un producteur, scénariste et réalisateur
- 17 février : Hans Joachim Alpers (né en 1943), un éditeur et écrivain de science-fiction et de fantasy
- 19 février : Dietrich Stobbe (né en 1938), un politicien membre du Parti social-démocrate qui a notamment été maire de Berlin
- 20 février : Helmut Ringelmann (né en 1926), un producteur de cinéma et de télévision
- 19 mars : Knut (né en 2006), un ours blanc né au zoo de Berlin, ce qui n'était pas arrivé depuis 30 ans
- 6 avril : Hansjoachim Tiedge (né en 1937), un officier des services de renseignement et défecteur
- 7 mai : Gunter Sachs (né en 1932), un photographe et collectionneur d'art
- 8 mai : Hans-Georg Borck (en) (né en 1921), un officier militaire qui a été hauptmann dans la Wehrmacht durant la Seconde Guerre mondiale décoré de la croix de chevalier de la croix de fer
- 31 mai : Hans Keilson (né en 1909), un écrivain, psychanalyste et pédagogue
- 14 juin : Peter Schamoni (né en 1934), un réalisateur et producteur de cinéma
- 18 juin : Ulrich Biesinger (né en 1933), un footballeur
- 30 juin : Georg Sterzinsky (né en 1936), un cardinal de l'Église catholique qui fut notamment archevêque de Berlin
- 4 juillet : Gerhard Unger (né en 1916), un ténor
- 4 juillet : Otto de Habsbourg-Lorraine (né en 1913), le chef de la maison de Habsbourg-Lorraine et prétendant aux trônes d'Autriche et de Hongrie
- 14 juillet : Leo Kirch (né en 1926), un entrepreneur
- 20 juillet : Lucian Freud (né en 1922), un peintre figuratif britannique d'origine allemande
- 28 juillet : Bernd Clüver (né en 1948), un chanteur de schlager
- 3 août : Rudolf Brazda (né en 1913), un prisonnier de camp de concentration qui était le dernier survivant connu de la déportation pour motif d'homosexualité
- 4 août : Conrad Schnitzler (né en 1937), un musicien
- 14 août : Friedrich Schoenfelder (né en 1916), un acteur
- 22 août : Bernhard Victor Christoph Carl von Bülow, connu sous son nom d'artiste, Loriot (né en 1923), un humoriste
- 31 août : Rosel Zech (née en 1942), une actrice
- 6 septembre : Hans Apel (né en 1932), un politicien membre du Parti social-démocrate d'Allemagne
- 7 septembre : Robert Dietrich (né en 1986), un joueur professionnel de hockey sur glace
- 14 septembre : Rudolf Mössbauer (né en 1929), un physicien, lauréat du prix Nobel de physique de 1961
- 18 septembre : Kurt Sanderling (né en 1912), un chef d'orchestre
- 28 septembre : Heidi (né en 2008), un opposum de Virginie femelle d'origine danoise
- 2 octobre : Peter Przygodda (né en 1941), un cinéaste
- 12 octobre : Heinz Bennent (né en 1921), un acteur de cinéma et de théâtre
- 17 octobre : Manfred Gerlach (né en 1928), un politicien de la République démocratique allemande
- 18 octobre : Friedrich Kittler (né en 1943), un historien de la littérature et théoricien
- 28 octobre : Jiří Gruša (né en 1938), un écrivain, poète, traducteur, homme politique et diplomate tchèque décédé à Hanovre
- 22 novembre : Kristian Schultze (né en 1945), un musicien
- 22 novembre : Hans Reichel (musicien) (né en 1949), un guitariste
- 1er décembre : Christa Wolf (née en 1929, une romancière et essayiste
- 3 décembre : Heinrich Sonne (en) (né en 1917), un hauptsturmführer de la Waffen-SS durant la Seconde Guerre mondiale décoré de la croix de chevalier de la croix de fer
- 13 décembre : Klaus-Dieter Sieloff (né en 1942), un footballeur
- 15 décembre : Walter Giller (né en 1927), un acteur
- 24 décembre : Johannes Heesters (né en 1903), un acteur et chanteur néerlandais qui vivait en Allemagne depuis 1936